# Garden City (Teksas)
Garden City – jednostka osadnicza w Stanach Zjednoczonych, w stanie Teksas, w hrabstwie Glasscock. W 2000 liczyło 293 mieszkańców.